# Miguel Rômulo
Miguel Rômulo (Río de Janeiro, 27 de abril de 1992), es un actor y presentador de televisión brasileño.

## Biografía
Hijo de una secretaria y de un jubilado, Miguel Rômulo es el más joven de una familia de seis hermanos. Fue el primero de la familia en interesarse por la actuación. Su carrera artística comenzó como la de otros talentos infantiles. El quería aparecer en televisión y su familia percibió que el joven poseía talento. Luego, comenzó a actuar en diversas campañas publicitarias.
Su debut en la teledramaturgia aconteció en la novela Coração de Estudante (2002). Participó, también, en la novela Celebridade (2003), Senhora Do Destino (2004) y Pé na Jaca (2006). En esa última, personificó a Marquinhos, un niño que cargaba el trauma de haber sido abandonado por el padre. Com el papel de Shiva, en la novela A Favorita ganó el premio de actor revelación en los mejores del año en el programa domingão do Faustão.

## Telenovelas
| Telenovelas | Telenovelas           | Telenovelas                             |
| Año         | Título                | Papel                                   |
| ----------- | --------------------- | --------------------------------------- |
| 2016        | Êta Mundo Bom!        | Quincas                                 |
| 2013        | Preciosa perla        | Décio Passos                            |
| 2012        | Amor Eterno Amor      | Bruno                                   |
| 2011        | Cuento encantado      | Cícero Bezerra                          |
| 2009        | Acuarela del amor     | Felipe                                  |
| 2008        | La favorita           | Shiva Lênin                             |
| 2006        | Pé na Jaca            | Marquinhos (Marcos Lancelotti Cabedelo) |
| 2005        | A História de Rosa    | José de Lima Zeca (joven)               |
| 2004        | Señora del destino    | Reginaldo (niño)                        |
| 2003        | Celebridad            | Sadi                                    |
| 2002        | Corazón de estudiante | André                                   |

## Como Presentador de TV
| Televisión | Televisión  | Televisión  | Televisión |
| Año        | Título      | Papel       | Emisora    |
| ---------- | ----------- | ----------- | ---------- |
| 2010       | TV Globinho | Presentador | Rede Globo |

## Cine
| Filmes | Filmes           | Filmes | Filmes |
| Año    | Título           | Papel  |        |
| ------ | ---------------- | ------ | ------ |
| 2007   | Os Porralokinhas | Bena   |        |